# Губарев, Пётр Кириллович
Пётр Кириллович Губарев (1818 — не ранее 1874) — русский живописец-баталист.

## Биография
С 1832 г. — казенный воспитанник Императорской Академии художеств. Обучался у А. Г. Варнека. В 1836 г. — малая серебряная медаль; в 1858 г. — большая серебряная медаль за картину «Александр, посещающий Диогена». В 1839 получил звание художника исторической и портретной живописи (XIV класса) и награждён шпагой.

## Галерея
Иллюстрации издания «Перемены в обмундировании и вооружении войск Российской Императорской армии с восшествия на престол Государя Императора Александра Николаевича».

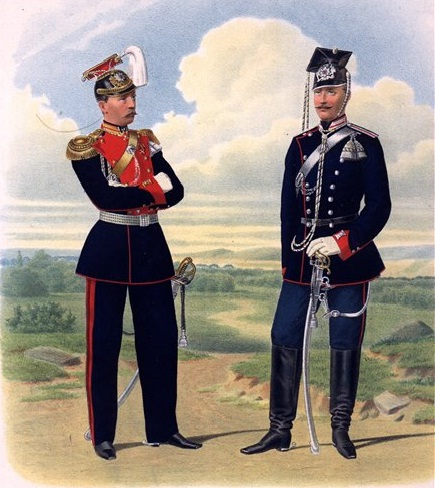
Штаб-Офицер Л. Гв. Уланского и Обер-Офицер Л. Гв. Уланского Его Величества полков. (Парадная и походная формы.) 19 Января и 7 Марта 1871.
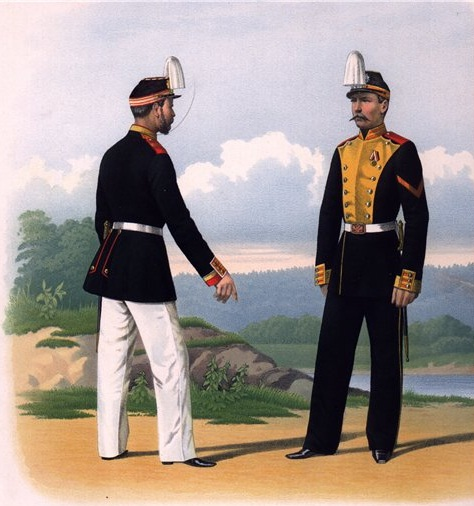
Унтер-Офицер Л. Гв. Измайловского и Рядовой Л. Гв. Литовского полков. (Праздничная форма.) 29 Апреля 1872.
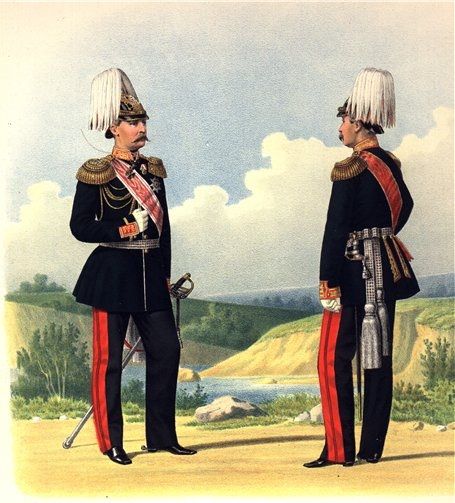
Генерал-Адъютант числящийся в Гвардейских Кирасирских полках и Генерал состоящий по Пехоте. (парадная форма.) 6 Января 1874.